# John Carnio
John Carnio es un karateka canadiense originario de Toronto, primer campeón y subcampeón en el Campeonato Mundial de Karate de 1970 organizado en Tokio, Japón.

## Premios
- 1970:  Medalla de plata en ippon masculino en Campeonato Mundial de Karate de 1970 en Tokio, Japón.[2]